# Ottokar Gauglitz
Ottokar Gauglitz (ur. 26 września 1873, zm. 1 lutego 1925 we Lwowie) – pułkownik piechoty Wojska Polskiego.

## Życiorys
Urodził się 26 września 1873. Jesienią 1892 rozpoczął zawodową służbę wojskową w cesarskiej i królewskiej Armii. Został wcielony do Galicyjskiego Pułku Piechoty Nr 89 w Jarosławiu. W 1908 został przeniesiony do Galicyjskiego Pułku Piechoty Nr 95 we Lwowie, a w 1910 do Galicyjskiego Pułku Piechoty Nr 30 w tym samym garnizonie. W szeregach tego oddziału wziął udział w mobilizacji sił zbrojnych Monarchii Austro-Węgierskiej, wprowadzonej w związku z wojną na Bałkanach, a następnie walczył na frontach I wojny światowej.
W czasie służby w c. i k. Armii awansował na kolejne stopnie w korpusie oficerów piechoty: kadeta-zastępcy oficera (1 września 1892), porucznika (1 listopada 1894), nadporucznika (1 maja 1898), kapitana (1 listopada 1908), majora (1 listopada 1915) i podpułkownika (1 lutego 1918).
27 listopada 1918 został mianowany zastępcą dowódcy 30 pułk piechoty im. króla Jana Sobieskiego (późniejszego 40 pułku piechoty) i dowódcą I batalionu. 14 kwietnia 1919 jako obywatel Czechosłowacji (przynależny do gminy Brno) zwrócił się do Ministerstwa Spraw Wojskowych z prośbą „o definitywne zaliczenie go do Wojska Polskiego”. 15 maja tego roku wysłał do Departamentu Personalnego MSWojsk. odpisy dokumentów w celu przeprowadzenia jego reaktywacji. Na piśmie ppłk. Gauglitza umieszczono odręczną adnotację o treści: przynależny Morawy, włada językiem niemieckim i czeskim, po polsku nie mówi.
7 lipca 1919 został formalnie przyjęty do Wojska Polskiego z byłej armii austriacko-węgierskiej, z zatwierdzeniem posiadanego stopnia podpułkownika ze starszeństwem od dnia 1 lutego 1918 i przydzielony do 40 pułku piechoty. 22 maja 1920 został zatwierdzony z dniem 1 kwietnia 1920 w stopniu pułkownika piechoty, w grupie oficerów byłej armii austriacko-węgierskiej. Był wówczas dowódcą Batalionu Zapasowego 40 Pułku Piechoty. 1 czerwca 1921 pełnił służbę w Dowództwie Okręgu Generalnego Białystok, a jego oddziałem macierzystym był nadal 40 pp. Później został przeniesiony w stan spoczynku. 26 października 1923 Prezydent RP Stanisław Wojciechowski zatwierdził go w stopniu pułkownika. Na emeryturze mieszkał we Lwowie.
Zmarł 1 lutego 1925 we Lwowie. Dwa dni później został pochowany na Cmentarzu Obrońców Lwowa.
Ottokar Gauglitz był żonaty z Władysławą Świszczowską, z którą miał córkę Władysławę Marię (1902–1973), inżyniera chemika. Córka pułkownika była pierwszą żoną Czesława Sudlitza (1900–1984), inżyniera chemika, oficera Armii Krajowej.

## Ordery i odznaczenia
W czasie służby w c. i k. Armii otrzymał:
- Krzyż Zasługi Wojskowej 3 klasy z dekoracją wojenną i mieczami,
- Brązowy Medal Zasługi Wojskowej z mieczami na wstążce Krzyża Zasługi Wojskowej,
- Złoty Medal Jubileuszowy Pamiątkowy dla Sił Zbrojnych i Żandarmerii,
- Krzyż Jubileuszowy Wojskowy,
- Krzyż Pamiątkowy Mobilizacji 1912–1913[8].